# Куражковский, Юрий Николаевич
Юрий Николаевич Куражсковский (Куражковский) (15 января 1923 — 14 января 2007) — советский и российский эколог, доктор географических наук, профессор, почётный член РАЕН. Участник Великой Отечественной войны. Основатель новой научной дисциплины — природопользования, а также научных основ заповедного дела в СССР.

## Биография
Родился 15 января 1923 года в селе Корсакове Новосильского уезда Тульской губернии (ныне Орловской области) в интеллигентной семье. Происходит из польского шляхетского рода Войнаровских, относившегося к гербовому объединению «Стремя». Одним из его предков был сподвижник Ивана Мазепы и его племянник Андрей Войнаровский.
В 1930 году его родители переехали в Ростов-на-Дону. Ещё в школьные годы Куражковский увлёкся изучением природы. С 12 лет вёл натуралистические дневники. В 16 лет он опубликовал в журнале «Юный натуралист» результаты своих первых исследований: «В междуречье Оки и Упы».
В 1940 году после окончания школы Куражковский поступил на биологический факультет МГУ.
В начале Великой Отечественной войны ушёл  добровольцем на фронт, записавшись в 8-ю Краснопресненскую стрелковую дивизию Московского народного ополчения. После её преобразования в 8-ю стрелковую дивизию зачислен рядовым в 23-й стрелковый полк. В ходе немецкой наступательной операции «Тайфун» в начале октября 1941 года его дивизия была окружена в «Вяземском котле» и понесла большие потери, а сам он был тяжело ранен.
В 1942 году Юрия Николаевича  приняли в члены Всероссийского общества охраны природы.
В 1943 году, после лечения и демобилизации, он вернулся в МГУ, окончив его по кафедре зоологии позвоночных в 1947 году. Во время учёбы и в дальнейшем под руководством А. Н. Формозова (1899—1973) занимался научными исследованиями в Башкирском, Ильменском, Наурзумском заповедниках. 
В 1949 года избрали действительным членом Московского общества испытателей природы — старейшей общественной естественнонаучной организации России.
В 1951 году защитил кандидатскую диссертацию по биологии на тему «Динамика воздушных масс как фактор в жизни млекопитающих и птиц».
С 1951 по 1953 год старший научный сотрудник Института зоологии АН Украинской ССР.
С 1953 по 1960 заведовал лабораторией лесоведения Воронежского заповедника, заместитель директора Астраханского заповедника, руководитель  работ системы заповедников  по экологии, географии, климатологии.
С 1960 по 1961 год был научным руководителем  Алтайской горностепной опытной станции.
С 1961 по 1972 год являлся доцентом Горно-Алтайского и Астраханского педагогических институтов.
С 1973 года директор НИИ биологии, заведующий кафедрой экологии и природопользования, профессор Ростовского государственного университета.
В 1955 год почётный член РАЕН.
В 1969 становится  почётным членом Всероссийского общества охраны природы.
С 1984 года профессор-консультант Ростовского государственного университета, президент Народной академии экологии и природопользования имени А. Н. Формозова.
Умер 14 января 2007 года. Похоронен в Ростове-на-Дону на Аллее ветеранов Северного кладбища.

## Научная деятельность
С 1944 по 1950 год  провёл многогранные циклы исследований по экологии диких копытных.
С 1947 по 1950 год исследовал процессы атмосферной циркуляции как экологического фактора.
В 1951 году Юрий Николаевич защитил в Московском университете кандидатскую диссертацию на тему:  «Динамика воздушных масс как экологический фактор в жизни млекопитающих и птиц».
С 1955 по 1960 год провел исследования по эколого-географическим закономерностям питания растительноядных животных.
С 1957 по 1969 год провел исследования по истории становления советского заповедного дела. 
В 1958 году Куражковский Ю.Н опубликовал цикл работ, закладывавших основу нового учения — совокупность теоретических положений по экологии питания растительноядных животных, которое должно было стать его докторской диссертацией. 
С 1976 по 1993 год провел исследования по экологии человека. 
В 1985 году Куражковский Ю.Н. дал научно обоснованные советы, как вести простейшие самостоятельные исследования в этом направлении, он уделял большое внимание роли общественности в организации охраны окружающей среды. 

## Разработки
- методика экологической (бесхимикатной) защиты растений в сельском и лесном хозяйстве (1952-1959)
- учение о заповедном деле как отрасли научно-практической деятельности (1969, 1977)
- система принципов развития комплексного таёжного природопользования (1962-1969)
- метод массовых исследований, повышающий их эффективность и экономичность (1962-1977)
- основные положения природопользования как науки и учебного предмета (1965-1969)
- система основных законов экологии и пути её практического применения  (1957-1992)
- система количественных оценок экологических условий и на её основе методику составления экологических кадастров; эколого-математическую модель биосферной суши как основы территориального экологического прогнозирования (1979-1992)
- теория междисциплинарной всеобщей экологии (1992)
- учебная дисциплина — российское отечествоведение (1997)
- система мер к преодолению глобального экологического кризиса (1995-1997)[6]

## Основные труды
Автор более 260 научных работ, в том числе 8 монографий.
- Из истории организации охраны природы в Астраханском крае: К деятельности В. И. Ленина и его соратников в области охраны природы / Сост. Ю. Н. Куражсковский. — Астрахань: газ. «Волга», 1958. — 30 с.
- Куражсковский Ю. Н. Владимир Ильич Ленин и природа / Геогр. о-во СССР. Астрах. отд. и Лаборатория природоиспользования. Астрах. отд-ние Всерос. о-во охраны природы. — Астрахань: Ниж.-Волж. кн. изд-во, 1969. — 72 с.
- Куражсковский Ю. Н. Очерки природопользования. — М.: Мысль, 1969. — 268 с.
- Как проводить исследования?: Краткие советы / Геогр. о-во СССР. Астрах. и Зап.-Казахст. отд. Астрах. гос. пед. ин-т им. С. М. Кирова. - Астрахань, 1970. - 34 с.
- Куражсковский Ю. Н. Заповедное дело в СССР. — Ростов-на-Дону: Изд-во Рост. ун-та, 1977. — 160 с.
- Куражсковский Ю. Н. Принципы рационального природопользования. — М.: Знание, 1979. — 40 с. — (В помощь лектору).
- Куражсковский Ю. Н. Грамота рационального природопользования: Научно-популярные очерки. — Ростов-на-Дону: Ростовское кн. изд-во, 1979. — 128 с.
- Куражсковский Ю. Н. За природу в ответе каждый: Общественность и охрана природы. — Ростов-на-Дону: Ростовское кн. изд-во, 1985. — 128, [16] с. — (Потомкам — цветущую Землю).
- Куражсковский Ю. Н. Основные экологические законы: Рекомендации к применению в практике природопользования. — Теберда - Черкесск, 1988. — 20 с.
- Куражсковский Ю. Н. Введение в экологию и природопользование. — Теберда - Ростов-на-Дону, 1989. — 20 с.
- Куражсковский Ю. Н. Основные экологические законы: Рекомендации к применению в практике природопользования. — Теберда - Ростов-на-Дону, 1989. — 14 с.
- Куражковский Ю. Н. Введение в экологию и природопользование. — Ростов-на-Дону, 1990. — 160 с.
- Куражковский Ю. Н. Основы всеобщей экологии. — Ростов-на-Дону: Изд-во Рост. ун-та, 1992. — 144 с.
- Куражковский Ю. Н. Учение о человеке. — Ростов-на-Дону: Изд-во Рост. ун-та, 1993. — 80 с.
- Куражковский Ю. Н. Проблема всемирной экологической катастрофы и путь к устойчивому развитию человечества. — Ростов-на-Дону, 1998. — 168 с.
- Куражковский Ю. Н. Сущность социально-экологического кризиса в России и пути его преодоления. — Ростов-на-Дону, 1998. — 8 с.
- Куражковский Ю. Н. Пути в третье тысячелетие. — Ростов-на-Дону, 2000. — 36 с.
- Куражковский Ю. Н. Всеобщие закономерности развития и путь к ноосфере. — Ростов-на-Дону, 2000. — 100 с.
- Куражковский Ю. Н. Библия Земли, или Книга Севера / Всерос. о-во охраны природы, Рост. гор. и обл. организации, Рост. гос. ун-т. — Ростов-на-Дону: РГУ, 2001. — 252 с.
- Куражковский Ю. Н. Наука как путь к процветанию России. — Ростов-на-Дону, 2003. — 32 с.
- Куражковский (Войнаровский) Ю. Н. Лик и судьбы России: Главные результаты 300-летнего семейного осмысливания судеб России. — Ростов-на-Дону, 2005. — 28 с.
- Куражковский Ю. Н. Философское наследие Юрия Николаевича Куражковского ; Философские тетради Юрия Николаевича Куражковского : Очерки. — Ростов-на-Дону: Донской изд. дом, 2007. — 320 с. — ISBN 5-87688-126-0.

- Основные элементы учения о природопользовании: Опыт разработки основ теории рационального пользования природными ресурсами. Автореферат дисс. на соискание учен. степени д-ра геогр. наук / Ленингр. гос. ун-т им. А. А. Жданова. Геогр. фак. - Л., 1967. - 21 с.

## Награды
Удостоен 14 правительственных наград, в том числе:
- Орден Отечественной войны I степени
- Медаль «За отвагу»